# Sceptre à la rose

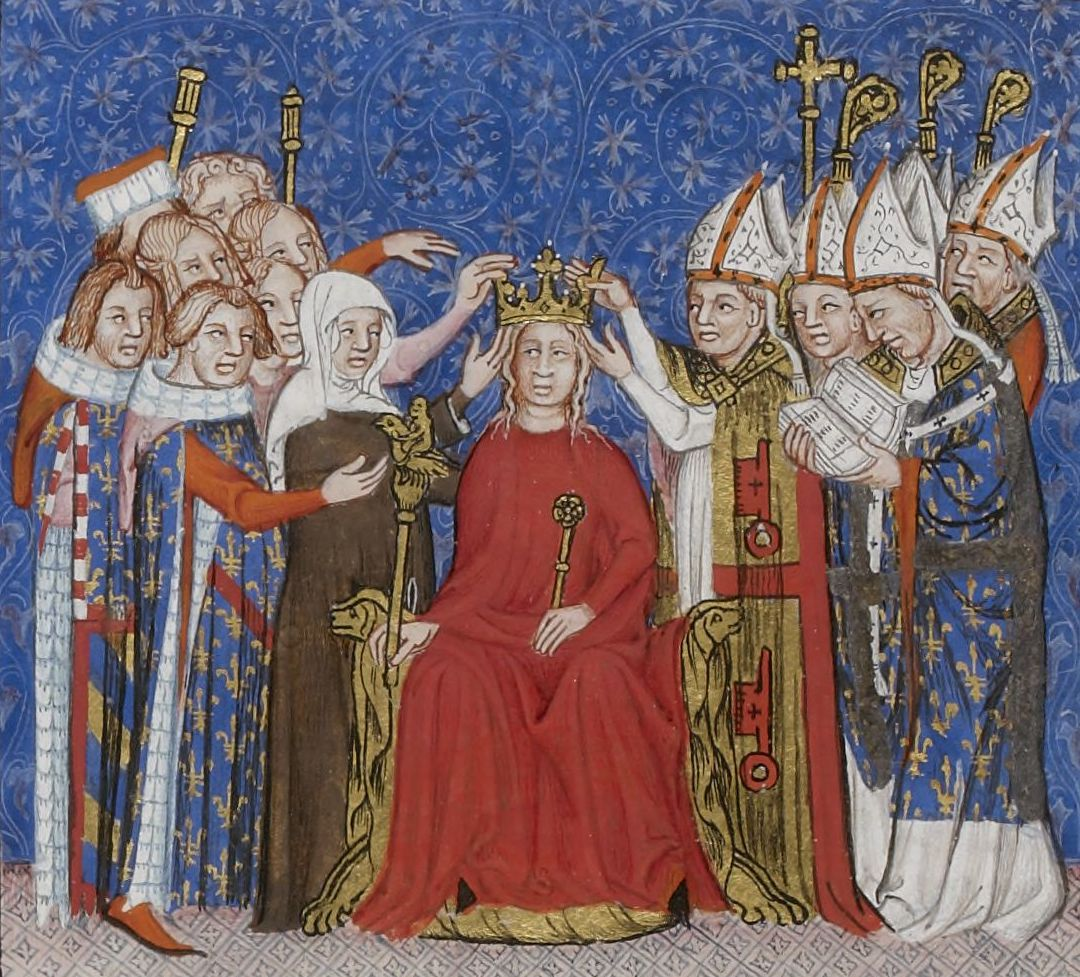
Jeanne de Bourbon lors de son couronnement, tenant dans la main droite le sceptre de Dagobert et dans la gauche le sceptre à la Rose (enluminure - 1364)

Le Sceptre à la rose était un sceptre royal servant au sacre des reines de France. Symbolisant la pureté attendue d'une reine, il faisait partie des regalia du royaume de France et disparut lors des guerres de religion, alors que le trésor se trouvait aux mains des ligueurs.

## Histoire

### Origine
L'origine et la date de création exactes de ce sceptre sont inconnues, mais ce sceptre existait déjà au Moyen Âge et fut utilisé durant plusieurs siècles, au moins du XIIIe au XVIe siècle.

### Le sceptre à travers le temps

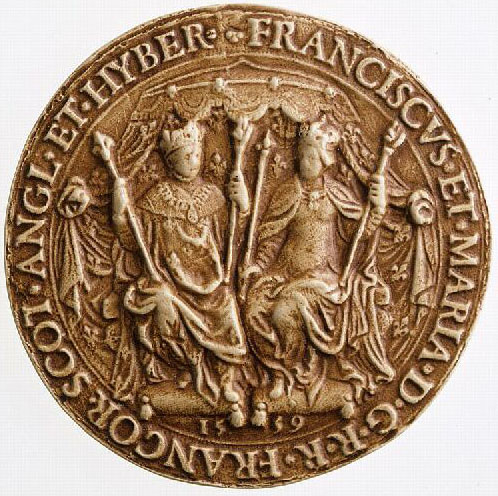
Moulage du sceau de François II et Marie Stuart, roi et reine de France - Marie tient le sceptre à la rose dans la main gauche et le sceptre de Dagobert dans la main droite - 1559 - Archives nationales

Ce sceptre était utilisé dans la liturgie sandyonisienne (fêtes annuelles, sacre des reines).
En effet, jusque 1610, les reines de France étaient sacrées lors d'une cérémonie religieuse, à l'instar de leurs époux. Si le sacre du roi se faisait à Reims, celui des reines, quant à lui, s'effectuait le plus souvent à la Basilique de Saint Denis. Les reines disposaient aussi de leurs propres instruments de sacre parmi lesquels figuraient deux sceptres: le sceptre à la rose (disparu lors des guerres de religion) que les reines tenaient dans la main gauche, et le sceptre de Dagobert (disparu à la suite de la révolution), tenu dans la main droite.

### Disparition
Lors des troubles de la ligue en 1589, les religieux de l'abbaye de Saint-Denis, à court d'argent, décidèrent de le vendre pour subvenir à leurs besoins.
Marie de Médicis, la dernière reine de France à être sacrée en 1610, sera ainsi forcée de tenir dans sa main gauche la main de justice de saint Louis à la place du sceptre à la rose disparu.

## Description
Dom Jacques Doublet, premier historien de Saint-Denis qui eut l'occasion de voir le sceptre avant qu'il ne soit vendu, nous a laissé une description du sceptre à la rose des reines de France.
Décrit comme légèrement plus court que les sceptres des rois (longueur exacte inconnue) et pesant 192 grammes d'or, le sceptre à la rose était composé de 9 pièces qui se vissaient. Au sommet se trouvait une rose d'or à 4 double pétales sur un bâton à trois pommeaux émaillé aux armes de France.
- La 1re pièce au sommet du sceptre était le bouton de la rose servant d'écrou.
- La 2e pièce était formé de la rose d'or;
- la 3e les babillons;
- la 4e le premier tronçon de la hampe servant de vis;
- La 5e un pommeau émaillé aux armes de France;
- la 6e le second tronçon de la hampe;
- la 7e un pommeau émaillé lui aussi aux armes de France;
- la 8e le pommeau de la base de la hampe;
- Enfin, la 9e pièce était une vis ornée d'un grenat.

Dans l'inventaire du trésor en 1534, il était estimé valoir 54 écus or.

## LeSceptre à la rosedans la culture
- Dans le jeu vidéo Assassin's Creed: Unity, le sceptre n'a jamais été détruit mais fut en fait caché dans le tombeau de Marie de Médicis, la dernière reine de France à avoir été sacrée[4]. Arno Dorian, dont la mémoire est revécue par un Initié à travers le Navigateur Helix, récupéra le Sceptre à la rose des reines de France pendant la révolution, l'empêchant ainsi de tomber entre les mains des pilleurs de tombes.

Description du sceptre dans le jeu: Le sceptre à la rose des reines de France. Perdu depuis le sacre de Marie de Médicis. Elle souhaitait manifestement être la dernière reine de France.